# Čtvrtá vláda Silvia Berlusconiho
Čtvrtá vláda Silvia Berlusconiho byla od 8. května 2008 do 16. listopadu 2011 vládou Italské republiky. Kabinet vedl Silvio Berlusconi ze strany Forza Italia (později Lid svobody. Vládu tvořili zástupci uskupení Forza Italia, Národní aliance, Křesťanské demokracie za autonomie (tyto tři strany v březnu 2009 vytvořily Lid svobody) a Ligy severu. Později ještě jednoho ministra získala strana Lid a území.

## Historie
Čtvrtá vláda Silvia Berlusconiho nastoupila po parlamentních volbách 2008, ve kterých získala Berlusconim vedená Středopravicová koalice jasnou většinu v obou komorách parlamentu. Za priority svého kabinetu označil staronový premiér řešení situace ve státní letecké společnosti Alitalia a vyčištění Neapole. Dále slíbil snížit daně, bojovat se zadlužením, liberalizovat ekonomiky a tvrdě postihovat zločin.
Roku 2011 se premiérova popularita začala propadat - dílem kvůli ekonomické a dluhové krizi, dílem následkem série soudních procesů, v nichž byl Berlusconi obžalován z hospodářských deliktů či z pohlavního styku s nezletilou dívkou.
10. října 2011 Poslanecká sněmovna zamítla vládní návrh rozpočtu. V reakci na tuto událost se hlasovalo o důvěře kabinetu. Vláda obstála, nicméně nejtěsnější možnou většinou 316 hlasů. Nakonec premiér slíbil, že když parlament schválí balík reforem nutných k řešení hospodářské krize, odstoupí z funkce. Reformy byly schváleny, a vláda proto 13. listopadu 2011 podala demisi.

## Vládní strany

### Při nástupu do úřadu
| Strana | Strana                             | Ideologie                | Lídr               |
| ------ | ---------------------------------- | ------------------------ | ------------------ |
|        | Forza Italia                       | Liberální konzervatismus | Silvio Berlusconi  |
|        | Národní aliance                    | Národní konzervatismus   | Gianfranco Fini    |
|        | Liga severu                        | Pravicový populismus     | Umberto Bossi      |
|        | Křesťanská demokracie za autonomie | Křesťanská demokracie    | Gianfranco Rotondi |

### Při odchodu z úřadu
| Strana | Strana      | Ideologie                | Lídr                     |
| ------ | ----------- | ------------------------ | ------------------------ |
|        | Lid svobody | Liberální konzervatismus | Silvio Berlusconi        |
|        | Liga severu | Pravicový populismus     | Umberto Bossi            |
|        | Lid a území | Regionalismus            | Francesco Saverio Romano |

## Poměr sil ve vládě

### Počet ministrů

#### 2008 - 2009
| - FI  | 12 |
| - AN  | 4  |
| - LN  | 4  |
| - DCA | 1  |

#### 2009 - 2010
| - PdL       | 20 |
| - LN        | 4  |
| - nezávislí | 1  |

#### 2010 - 2011
| - PdL       | 21 |
| - LN        | 3  |
| - nezávislí | 1  |

#### 2011
| - PdL       | 20 |
| - LN        | 3  |
| - PT        | 1  |
| - nezávislí | 1  |

## Seznam členů vlády
| Úřad                                                  | člen vlády                 | Strana    | nástup do úřadu    | odchod z úřadu     | Poznámka     |
| ----------------------------------------------------- | -------------------------- | --------- | ------------------ | ------------------ | ------------ |
| Předseda vlády                                        | Silvio Berlusconi          | PdL       | 8. května 2008     | 16. listopadu 2011 |              |
| Ministr zahraničí                                     | Franco Frattini            | PdL       | 8. května 2008     | 16. listopadu 2011 |              |
| Ministr vnitra                                        | Roberto Maroni             | LN        | 8. května 2008     | 16. listopadu 2011 |              |
| Ministr spravedlnosti                                 | Angelino Alfano            | PdL       | 8. května 2008     | 27. července 2011  |              |
| Ministr spravedlnosti                                 | Nitto Francesco Palma      | PdL       | 27. července 2011  | 16. listopadu 2011 |              |
| Ministr obrany                                        | Iganzio La Russa           | PdL       | 8. května 2008     | 16. listopadu 2011 |              |
| Ministr hospodářství a financí                        | Giulio Tremonti            | PdL       | 8. května 2008     | 16. listopadu 2011 |              |
| Ministr hospodářského rozvoje                         | Claudio Scaloja            | PdL       | 8. května 2008     | 5. května 2010     |              |
| Ministr hospodářského rozvoje                         | Silvio Berlusconi          | PdL       | 5. května 2010     | 4. října 2010      | pověřený     |
| Ministr hospodářského rozvoje                         | Paolo Romani               | PdL       | 4. října 2010      | 16. listopadu 2011 |              |
| Ministr zemědělské, potravinářské a lesnické politiky | Luca Zaia                  | LN        | 8. května 2008     | 16. dubna 2010     |              |
| Ministr zemědělské, potravinářské a lesnické politiky | Giancarlo Galan            | PdL       | 16. dubna 2010     | 23. března 2011    |              |
| Ministr zemědělské, potravinářské a lesnické politiky | Francesco Saverio Romano   | PT        | 23. března 2011    | 16. listopadu 2011 |              |
| Ministryně životního prostředí                        | Stefania Prestigiacomo     | PdL       | 8. května 2008     | 16. listopadu 2011 |              |
| Ministr infrastruktury a dopravy                      | Altero Matteoli            | PdL       | 8. května 2008     | 16. listopadu 2011 |              |
| Ministr práce a sociálních věcí                       | Maurizio Sacconi           | PdL       | 8. května 2008     | 16. listopadu 2011 |              |
| Ministryně školství, univerzit a výzkumu              | Mariastella Gelmini        | PdL       | 8. května 2008     | 16. listopadu 2011 |              |
| Ministr kulturního dědictví a aktivit                 | Sandro Bondi               | PdL       | 8. května 2008     | 23. března 2011    |              |
| Ministr kulturního dědictví a aktivit                 | Giancarlo Galan            | PdL       | 23. března 2011    | 16. listopadu 2011 |              |
| Ministr zdravotnictví                                 | Ferruccio Fazio            | nezávislý | 13. prosince 2009  | 16. listopadu 2011 |              |
| Ministryně pro parlamentní vztahy                     | Elio Vito                  | PdL       | 8. května 2008     | 16. listopadu 2011 | bez portfeje |
| Ministryně pro veřejnou správu                        | Renato Brunetta            | PdL       | 8. května 2008     | 16. listopadu 2011 | bez portfeje |
| Ministr pro záležitosti regionů a územní soudružnost  | Raffaele Fitto             | PdL       | 8. května 2008     | 16. listopadu 2011 | bez portfeje |
| Ministryně pro rovné příležitosti                     | Mara Carfagna              | PdL       | 8. května 2008     | 16. listopadu 2011 | bez portfeje |
| Ministr(yně) pro evropské záležitosti                 | Andrea Ronchi              | PdL       | 8. května 2008     | 15. listopadu 2010 | bez portfeje |
| Ministr(yně) pro evropské záležitosti                 | Anna Maria Bernini         | PdL       | 15. listopadu 2010 | 16. listopadu 2011 | bez portfeje |
| Ministryně mládeže                                    | Giorgia Meloni             | PdL       | 8. května 2008     | 16. listopadu 2011 | bez portfeje |
| Ministr pro naplňování vládního programu              | Gianfranco Rotondi         | PdL       | 8. května 2008     | 16. listopadu 2011 | bez portfeje |
| Ministr pro federální reformy                         | Umberto Bossi              | LN        | 8. května 2008     | 16. listopadu 2011 | bez portfeje |
| Ministr pro legislativní zjednodušení                 | Roberto Calderoli          | LN        | 8. května 2008     | 16. listopadu 2011 | bez portfeje |
| Ministryně turismu                                    | Michela Vittoria Brambilla | PdL       | 8. května 2009     | 16. listopadu 2011 | bez portfeje |
| Ministr subsidiaritu a decentralizaci                 | Aldo Brancher              | PdL       | 18. června 2010    | 16. listopadu 2011 | bez portfeje |
| Tajemník rady ministrů                                | Gianni Letta               | PdL       | 8. května 2008     | 16. listopadu 2011 |              |